# Пони Манипури
Пони Манипури — порода пони, выведенная в Индии. Единого мнения о происхождении породы нет; эксперты соглашаются с тем, что это древняя порода, возможно, произошедшая от тибетского пони или от скрещивания монгольской дикой лошади и аравийца. Впервые упомянутые в письменных хрониках в 1584 году, пони Манипури использовались как кавалерийские кони на протяжении XVII и XVIII веков. В конце XIX и начале XX веков они были востребованы англичанами для игры в поло. Из-за массового экспорта численность породы на её родине сократилась и остаётся весьма низкой. В 2007 году было проведено генетическое исследование на Манипури и четырех других индийских породах лошадей. Было показано, что Манипури генетически близки к трем другим индийским породам пони, но генетически более отдалены от марвари, единственной рослой индийской породы лошадей в исследовании. Пони Манипури изначально разводился для игры поло и военных целей, а в XXI веке разводится в основном для поло и скачек, хотя также востребован для использования в военно-транспортных целях.

## Характеристики породы
У породы Манипури легкая голова с прямым профилем, расположенная на хорошо сформированной шее, несколько выраженная холка, глубокая грудь и наклонные плечи. Круп пологий, ноги крепкие, хорошо сформированные. Общий вид породы элегантен, они унаследовали это от арабских предков. Манипури пони, как правило, ростом от 112 до 132 см. Они часто имеют гнедой цвет, но также могут быть пегой, серой и рыжей. Из-за низкого роста пони, наездники используют укороченные колотушки, играя в поло. Пони Манипури напоминает и отдаленно связан с бирманским пони и индонезийскими пони Батак и Сумба.
В 2007 году было опубликовано исследование, в котором изучались генетические различия среди пяти пород индийских лошадей — манипури, марвари, спити, бхутия и занскари. На основе анализа микросателлитной ДНК было установлено, что манипури имеют наибольшее генетическое расстояние от марвари и гораздо более близкое генетическое расстояние к остальным трем породам.
Отличие от марвари было не только генетическим, но и проявлялось по физическим характеристикам, особенно по высоте и адаптируемости к окружающей среде. Физические различия были приписаны различным предкам: лошадь марвари тесно связана с арабской, в то время как четыре других породы, как полагают, произошли, по крайней мере, частично от тибетского пони. Ни одна из пород в исследовании не была тесно связана с чистокровной верховой лошадью. Высота лошадей поло была первоначально ограничена 132 см, исходя из средней высоты Манипури, и, хотя позднее это ограничение было ослаблено до 142 см, а затем было снято в целом, спрос на Манипури был настолько высок, что их район Манипур был истощён.

## История
Источники не согласны с точным происхождением пони Манипури, хотя все согласны с тем, что он был получен из древнего генетического фонда. В одном источнике предки пони называются тибетскими пони, привезенными в Индию более тысячи лет назад. Другой утверждает, что их происхождение представляет собой нечто среднее между монгольской дикой лошадью и арабом, привезенным в Индию благодаря вторжению татарских племен, которые также принесли конную игру в поло. Пони Манипури выращивались на протяжении веков в районе Манипур на северо-востоке Индии. Первое письменное упоминание о породе датируется кратким изложением в Манипурской королевской хронике 1584 года. К началу 1600-х годов эта порода часто упоминалась в литературе Манипура. Они часто использовались как кавалерийские кони, и на них ездили воины Мейтей. Манипурийские пони играли главную роль в кавалерии, которой командовал Гариб Ньюаз, чьи всадники терроризировали верхнюю Бирму в начале 1700-х годов, в 1738 году, а также использовались во время его Мешка Сагаинга. Между 1859 и 1916 годами англичане крайне нуждались в пони Манипури для игры в поло, и в XIX веке происходили дальнейшие вливания аравийской крови, когда британские администраторы и военные офицеры стремились обновить своих пони для поло. В какой-то момент в течение этого периода вывоз пони из Манипура был запрещен, что позволило увеличить их поголовье до жизнеспособного уровня. Манипури также использовались для транспортировки британских войск в Бирму на протяжении всей Второй мировой войны.
В 1977 году была создана Ассоциация верховой езды и поло Манипура для популяризации породы пони Манипури и игры в поло. В последние годы численность пород сократилась, и, по оценкам, в XXI веке ее численность составляет от 2300 до 6 тысяч. Численность населения продолжает сокращаться отчасти из-за большого количества пони, ввозимого контрабандой в Мьянму (Бирма), где порода пользуется спросом, после того, как она была куплена или украдена у их индийских владельцев. В 2005 году Ассоциация Манипура по конному спорту и поло открыла парк наследия с целью предотвращения вымирания породы и популяризации их среди туристов.

## Применение
Поло было представлено в районе Манипур еще в VII веке, и пони Манипури были одной из первых пород, использованных в игре. В середине XIX века британцы, не знакомые до того с игрой поло, впервые увидели её в Манипуре. В XXI веке порода все еще используется для поло в Индии, но европейские и американские игроки предпочитают другие, более рослые, породы. Манипурийские пони также часто используются для игры в сагол канджеи – версии поло, которая, как полагают, близка к той, которая изначально существовала, когда был изобретен этот вид спорта. Sagol kangjei более требователен, чем современное поло, так как пони используются в течение всего матча, а не меняются между периодами. Манипури пони также используются для гонок. В течение их ранней истории они были востребованы как кавалерийские кони, и люди, которые катались на этих пони, считались хорошо поставленными. Они по-прежнему пользуются спросом как войсковые тягловые лошади.